# キンタマーニ
キンタマーニ村（Desa Kintamani）は、インドネシア共和国バリ州バンリ県キンタマーニ郡の村。バリ島北東部に位置し、バリ島で有名な観光ポイントであるキンタマーニ高原、キンタマーニ湖（バトゥール湖）を有する。

## 概要

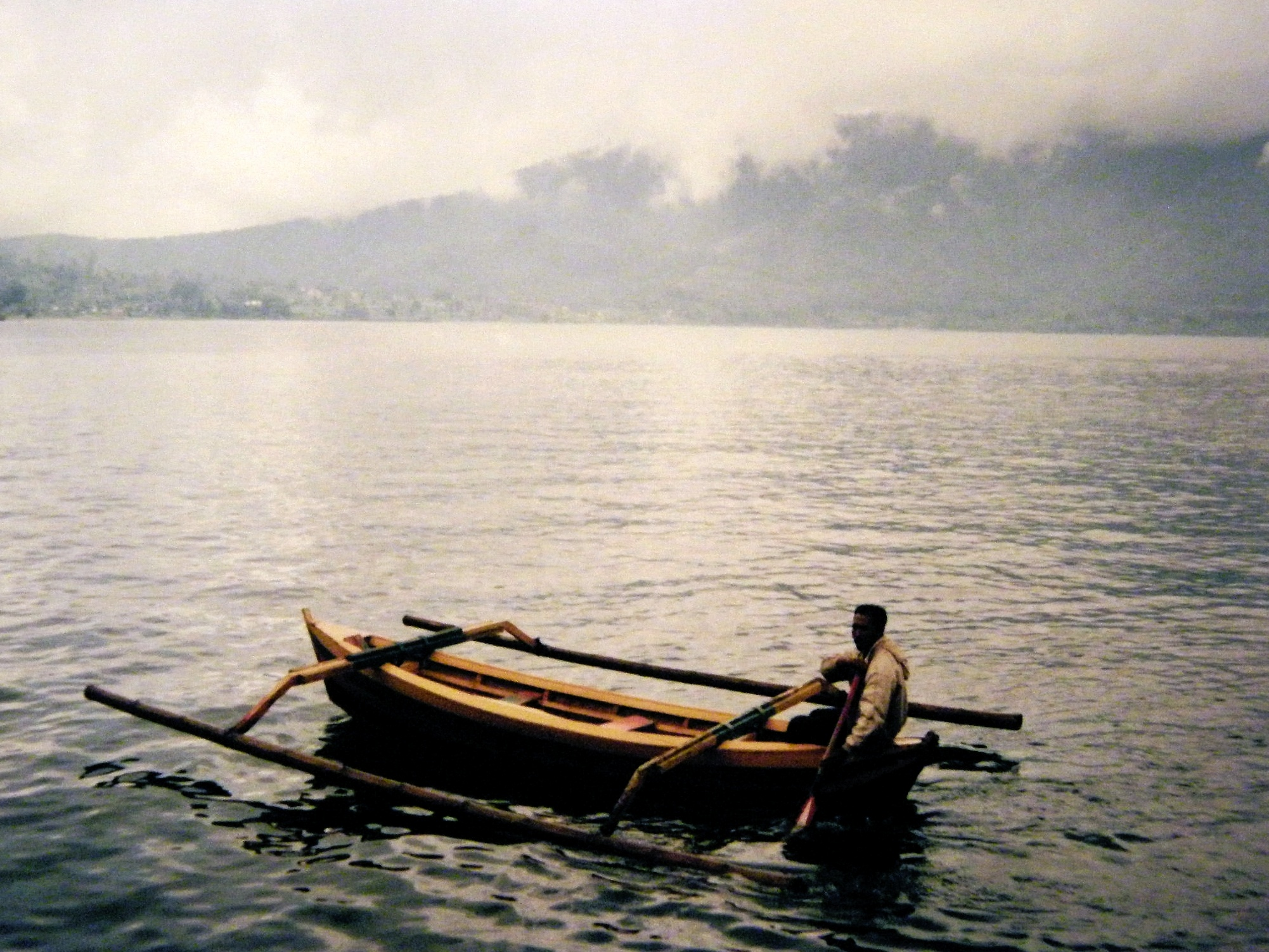
キンタマーニ湖

キンタマーニは、デンパサールから自動車で約2時間半ほどに位置する、標高約1,500mの高原であり、バリ島有数の避暑地、リゾート地となっている。アグン山（2,153m）、西にバトゥール山（1,717m）など高山に囲まれ、自然豊かな環境にある。バトゥール湖は、三日月形のカルデラ湖で、活火山であるバトゥール山のクレーターに、水が溜まって出来たものである。
湖畔には、かつてはブラ・バトゥール寺院があり、バトゥール湖の女神であるデウィ・ウルンダヌが祀られていたが、たび重なるバトゥール山の噴火や地震で破壊、紛失した。バトゥール山は、1917年と1926年に噴火した。湖畔には温泉も湧いている。外輪には、キンタマーニ、バトゥール、ペネロカンの村々がある。特にペネロカンは、観光スポットになっている。

## 語源
如意宝珠の梵名であるチンターマニ(cintaamaNi चिन्तामणि)を祖語とするが、日本語で男性器である金玉（睾丸）に通じることから、エロマンガ島やスケベニンゲンと同様に、珍地名として取り上げられることがある。

## キンタマーニ犬
この地方原産の犬種としてキンタマーニ犬がある。

## その他
競走馬「キンタマーニ」もかつて存在し、南関東公営競馬所属ながら、日本中央競馬会の特別競走にも参戦した。
なお、別馬主で2014年生まれの同名の牝馬も存在し、2019年現在現役である。